# Tato Bores
Tato Bores, pseudonimo di Mauricio Borensztein (Buenos Aires, 27 aprile 1927 – Buenos Aires, 11 gennaio 1996), è stato un comico e personaggio televisivo argentino, specializzato in satira politica.
I suoi monologhi ironici in televisione divennero punto di riferimento per diverse generazioni di argentini.

## Biografia
Compì i suoi primi passi nel campo dell'umorismo nel 1957, dopo la caduta di Juan Perón, debuttando sul canale statale Canal 7. Nell'interpretare il suo personaggio, indossava una giacca nera, un papillon bianco e una parrucca acconciata deliberatamente male, agitando un sigaro. Durante ogni spettacolo, ad un certo punto pretendeva di contattare la Casa Rosada per parlare con il Presidente (chiunque fosse in quel periodo), ponendo domande mirate o commentando eventuali notizie sconfortanti.
Negli ultimi anni della sua vita, abbandonò il format settimanale e produsse solo programmi speciali trasmessi ogni mese o più. In uno di questi apparse nelle vesti dell'"argentinologista" Dr. Helmut Strasse, un archeologo specializzato nella storia della terra perduta di Argentina, la quale affondò nell'Oceano Atlantico 500 anni prima. Lo show si presentava come un mockumentary (ovvero un documentario parodico) riguardo al crollo della terra di Argentina dove il comico, parlando in un miscuglio di yiddish, tedesco e qualche strambo termine in spagnolo (il tutto ri-doppiato da un narratore in uno spagnolo più comprensibile), commentava riguardo agli ultimi reperti e alle teorie durante la visita ad un sito archeologico.
Prima della messa in onda di uno dei programmi, il giudice federale María Servini de Cubría venne avvisata su una battuta dello show riguardante una multa ridicolmente bassa che aveva ricevuto per la cattiva gestione di un caso. Servini ordinò che il segmento di trasmissione offensivo venisse tagliato e proibì a Borensztein di menzionare il suo nome. Dal momento in cui il programma non era stato mandato in onda e dunque non era stato possibile verificare se la parte tagliata era realmente offensiva, da tale violazione della libertà di parola scaturì un vasto supporto della comunità artistica argentina nei confronti del comico. Ad ogni modo, l'ordine del giudice venne rispettato e da allora Borensztein si riferì allo stesso come "l'innominabile" o Jueza Barubudubudía (in assonanza con il nome del giudice), fino a che il divieto venne revocato.
Muore nel 1996 ed oggi riposa nel Cimitero del Giardino della Pace a Buenos Aires.

## Filmografia

### Attore

#### Cinema
- Un pecado por mes, regia di Mario C. Lugones (1949)
- La comedia inmortal, regia di Catrano Catrani (1951)
- Camino al crimen, regia di Don Napy (1951)
- Mala gente, regia di Don Napy (1952)
- Ésta es mi vida, regia di Román Viñoly Barreto (1952)
- Por cuatro días locos, regia di Julio Saraceni (1953)
- Casada y señorita, regia di Carlos Rinaldi (1954)
- Vida nocturna, regia di Leo Fleider (1955)
- Vacanze in Argentina, regia di Guido Leoni (1960)
- El asalto, regia di Kurt Land (1960)
- El televisor, regia di Guillermo Fernández Jurado (1962)
- Propiedad, regia di Mario Soffici (1962)
- Viaje de una noche de verano, regia collettiva (1965)
- Disputas en la cama, regia di Mario David (1972)
- Departamento compartido, regia di Hugo Sofovich (1980)
- Amante para dos, regia di Hugo Sofovich (1981)

#### Televisione
- Caras y morisquetas - serie TV (1957)
- Tato, siempre Tato - serie TV, 9 episodi (1971)
- Déle crédito a Tato - serie TV (1974)
- Tato por ciento - serie TV (1981)
- El gordo y el flaco - serie TV, 16 episodi (1991)
- Peor es nada - serie TV, episodio 3x27 (1991)
- Tato de América - serie TV (1992)

## Famiglia
È il padre di Alejandro Borensztein, Sebastián Borensztein e Marina Borensztein.